# Rhomphaea sinica
Rhomphaea sinica là một loài nhện trong họ Theridiidae.
Loài này thuộc chi Rhomphaea. Rhomphaea sinica được miêu tả năm 1991 bởi Zhu & Da-xiang Song.